# Richard Thompson (fumettista)
Richard Church Thompson (Baltimora, 8 ottobre 1957 – Arlington, 27 luglio 2016) è stato un fumettista e illustratore statunitense, creatore della striscia a fumetti Cul de Sac.

## Biografia
Richard Thompson nasce nel 1957, a Baltimora. Inizia la sua carriera nel mondo dei fumetti come illustratore free lance, disegnando la rubrica di Gene Weingarten Why Things Are sul The Washington Post. Sullo stesso quotidiano cura, dal 1997 al 2007, la rubrica settimanale Richard's Poor Almanac, una citazione all'almanacco Poor Richard's Almanack di Benjamin Franklin, in cui commenta i fatti della settimana con un fumetto. Nello stesso periodo contribuisce regolarmente a The New Yorker, The Atlantic, National Geographic Magazine e ad altri giornali nazionali.
Nel 2007 debutta la sua creazione più famosa, la striscia Cul de Sac, i cui personaggi comparivano sulla pagine del Post da diversi anni, ma solo dopo l'invito di Lee Salem, a capo della Universal Uclick, Thompson si era convinto a tramutare la sua creazione in un fumetto giornaliero. Cul de Sac gli vale premi e plausi, attirando l'attenzione di autori e critici. Dopo aver scoperto la striscia, Pete Docter lo chiama a lavorare sul film Inside Out, per cui realizza alcuni disegni durante la fase di pre-produzione.
Nel 2012 Thompson è costretto a ritirarsi dalle scene a causa della malattia di Parkinson che gli era stata diagnosticata nel 2008 e che non gli rende più possibile disegnare la striscia. Nel 2014 gli vengono dedicati una mostra al Billy Ireland Cartoon Library and Museum, un libro, un documentario e un'asta di originali - a cui partecipa anche Bill Watterson - al fine di raccogliere fondi per la Fondazione Michael J. Fox. Muore il 27 luglio 2016 a causa delle complicazioni relative alla sua malattia.